# Open Diputación 2003
L'Open Diputación 2003 è stato un torneo di tennis facente parte della categoria ATP Challenger Series nell'ambito dell'ATP Challenger Series 2003. Il torneo si è giocato a Cordova in Spagna dal 1° al 6 luglio 2003 su campi in cemento.

## Vincitori

### Singolare
Stefano Pescosolido ha battuto in finale  Nicolas Mahut con il punteggio di 6–4, 6–3

### Doppio
Brandon Coupe /  Noam Okun hanno battuto in finale  Juan Ignacio Carrasco /  Albert Portas con il punteggio di 6–4, 1–6, 6–4